# HOXC6
HOXC6 (англ. Homeobox C6) – білок, який кодується однойменним геном, розташованим у людей на короткому плечі 12-ї хромосоми. Довжина поліпептидного ланцюга білка становить 235 амінокислот, а молекулярна маса — 26 915.
| 10         |  | 20         |  | 30         |  | 40         |  | 50         |
| ---------- |  | ---------- |  | ---------- |  | ---------- |  | ---------- |
| MNSYFTNPSL |  | SCHLAGGQDV |  | LPNVALNSTA |  | YDPVRHFSTY |  | GAAVAQNRIY |
| STPFYSPQEN |  | VVFSSSRGPY |  | DYGSNSFYQE |  | KDMLSNCRQN |  | TLGHNTQTSI |
| AQDFSSEQGR |  | TAPQDQKASI |  | QIYPWMQRMN |  | SHSGVGYGAD |  | RRRGRQIYSR |
| YQTLELEKEF |  | HFNRYLTRRR |  | RIEIANALCL |  | TERQIKIWFQ |  | NRRMKWKKES |
| NLTSTLSGGG |  | GGATADSLGG |  | KEEKREETEE |  | EKQKE      |  |            |

A: Аланін

C: Цистеїн

D: Аспарагінова кислота

E: Глутамінова кислота

F: Фенілаланін

G: Гліцин

H: Гістидин

I: Ізолейцин

K: Лізин

L: Лейцин

M: Метіонін

N: Аспарагін

P: Пролін

Q: Глутамін

R: Аргінін

S: Серин

T: Треонін

V: Валін

W: Триптофан

Кодований геном білок за функцією належить до білків розвитку. 
Задіяний у таких біологічних процесах, як транскрипція, регуляція транскрипції, альтернативний сплайсинг. 
Білок має сайт для зв'язування з ДНК. 
Локалізований у ядрі.